# مارك بامفورد
مارك بامفورد (2 يونيو 1980 - ) (بالإنجليزية: Mark Bamford)‏ هو لاعب كريكت بريطاني.